# 郡邸長
郡邸長（ぐんていちょう）は、古代の中国の前漢にあった官職である。地方の役人が京師（首都）に滞在するときに使う邸を管理した。郡のための邸を郡邸、諸侯のための邸を国邸といい、あわせて郡国邸といった。

## 解説
『漢書』百官公卿表によれば、郡国邸ははじめ少府に属し、中頃に中尉に属し、後に大鴻臚に属した。少府から中尉への転属時期については手がかりがない。太初元年（紀元前104年）に中尉は改称して執金吾となり、同年に大行令が改称して大鴻臚ができたので、中尉から大鴻臚への転属は、太初元年と推定できる。武帝によるこの年の官制改革の一部に、郡国邸（郡邸長）の転属があったのだろう。
後漢では廃止され、郡国邸は郎（郎官）が管理することになった。